# Bruno Lebras
Bruno Lebras (30 oktober 1962) is een Frans veldrijder en mountainbiker.

## Palmares

### Mountainbike
- 1990: Roc d'Azur
- 1992:  Frans kampioenschap cross country

### Cross
| Seizoen   | Wereldbeker | Superprestige | GvA Trofee | WK    | EK | LK    | Overige                                | Totaal aantal zeges |
| --------- | ----------- | ------------- | ---------- | ----- | -- | ----- | -------------------------------------- | ------------------- |
| 1986-1987 |             |               |            |       |    |       | Coupe de France de cyclo-cross, Harnes | 2                   |
| 1987-1988 |             |               |            |       |    |       |                                        | 0                   |
| 1988-1989 |             |               |            |       |    |       |                                        | 0                   |
| 1989-1990 |             |               |            | Brons |    | Brons | Coupe de France de cyclo-cross         | 1                   |
| 1990-1991 |             |               |            | Brons |    | Goud  |                                        | 1                   |